# Liste der Naturdenkmale in Wickenrodt
Die Liste der Naturdenkmale in Wickenrodt nennt die im Gemeindegebiet von Wickenrodt ausgewiesenen Naturdenkmale (Stand 15. Juli 2013).

## Naturdenkmale
| Nr.         | Bezeichnung | Lage                                            | Beschreibung | Bild                                    |
| ----------- | ----------- | ----------------------------------------------- | ------------ | --------------------------------------- |
| ND-7134-394 | Alte Eiche  | südöstlich des Ortes; Flur Auf Mittenbrühl Lage | Quercus sp.  | Direkt Bild zu diesem Denkmal hochladen |